# Euidella grossa
Euidella grossa är en insektsart som beskrevs av Van Duzee 1933. Euidella grossa ingår i släktet Euidella och familjen sporrstritar. Inga underarter finns listade i Catalogue of Life.